# Ctenomys magellanicus
Ctenomys magellanicus és una espècie de mamífer rosegador de la família dels ctenòmids. Viu a l'extrem meridional de Sud-amèrica, a l'Argentina i Xile, incloent-hi l'arxipèlag de la Terra del Foc. El seu hàbitat natural és l'estepa patagona. Hi ha indicis que està en declivi des de fa dècades, motiu pel qual la Unió Internacional per a la Conservació de la Natura (UICN) el classifica com a «espècie vulnerable».